# TNF-Rezeptor 8
Der TNF-Rezeptor 8 (synonym CD30) ist ein Oberflächenprotein aus der Gruppe der TNF-Rezeptoren.

## Eigenschaften
TNF-Rezeptor 8 ist der Rezeptor für TNFSF8 (synonym CD30L), woraufhin NF-κB gebildet wird. Er wird von aktivierten T- und B-Zellen gebildet und ist beteiligt an der Aktivierung und an der Zellteilung von Lymphoblasten. Er ist glykosyliert und phosphoryliert. TNF-Rezeptor 8 ist ein Target bei der Behandlung des Hodgkin-Lymphoms, z. B. per Krebsimmuntherapie.
TNF-Rezeptor 8 bindet an TRAF5, TRAF1, TRAF2 und TRAF3.